# Adineta barbata
Adineta barbata är en hjuldjursart som beskrevs av Oliver Erichson Janson 1893. Adineta barbata ingår i släktet Adineta och familjen Adinetidae. Arten är reproducerande i Sverige. Inga underarter finns listade i Catalogue of Life.